# Diskriminierung aus Gründen der Herkunft, Ethnie, Religion oder Sprache in Israel
Von Diskriminierung aus Gründen der Herkunft, Ethnie, Religion oder Sprache in Israel sind insbesondere Palästinenser, arabische Israelis, Mizrachim (Juden aus dem Nahen Osten und Nordafrika), äthiopische Juden, Asylbewerber sowie Einwanderer aus der ehemaligen Sowjetunion betroffen. Die Diskriminierung findet auf individueller, institutioneller und struktureller Ebene statt.
Teilweise sind die Diskriminierungen rassistisch motiviert oder werden aufgrund des israelisch-palästinensischen Konflikts als ethno-nationalistisch motiviert behandelt.

## Historischer Hintergrund
Historisch gesehen war schon vor der Staatsgründung Israels das Zionistische Siedlungsprojekt durch eine mitteleuropäische Idee geprägt und auf eine Ausgrenzung der ansässigen arabischen Bevölkerung ausgerichtet. Im Vordergrund stand die Herstellung einer Mehrheitssituation zu Gunsten der jüdischen Bevölkerung. Es gab nie eine Absicht zur Assimilation oder Integration für die Minorität der arabischen Bevölkerung in Israel. Die andauernden Konflikte zwischen jüdischer und arabischer Bevölkerung sowohl innerhalb Israels als auch mit den Nachbarstaaten führten zu einer Verschärfung der Ausgrenzungssituation. Gleichzeitig erlebte das Land eine Zuwanderung der Mizrachim, also Juden aus dem Nahen Osten (u. a. Jemen) und Nordafrika, sowie aus Äthiopien, die ebenfalls auf Grund der hegemonialen Rolle des askenasischen Judentums von Diskriminierungen betroffen waren. Bereits in den frühen 1970er Jahren bildeten sich Protestbewegungen und Nichtregierungsorganisationen gegen die existierende Diskriminierung, so etwa die Black Panther Israel.

## Individuelle Diskriminierung
Auf individueller Ebene (also nicht institutionell oder strukturell) wird medial häufig von Gewalt und Hassverbrechen zwischen Juden und Muslimen in Israel berichtet. Das Bureau of Democracy, Human Rights and Labor (US Department of State) berichtet für das Jahr 2021 von Diskriminierungen, Benachteiligungen und Angriffen unter anderem gegen arabische Israelis und Palästinenser durch jüdische Israelis, gegen jüdische Israelis durch Palästinenser, gegen Mizrachim und äthiopische Juden sowie von rassistischer Diskriminierung gegen ostasiatische Migranten vor allem während der Covid-19-Pandemie.
Die meisten rassistischen Vorfälle meldeten im Jahr 2021 arabische und äthiopische Israelis. Einer Studie zufolge wurden größtenteils Formen individueller Diskriminierung oder Rassismus gemeldet. Gleichzeitig gibt diese Studie Auskunft, dass das Vertrauen der Betroffenen in die Aufklärung durch Behörden gering ist.

## Strukturelle / institutionelle Diskriminierung

### Diskriminierung von Palästinensern und arabischen Israelis
Es gibt zahlreiche Berichte über systematische institutionelle bzw. strukturelle Diskriminierung durch israelische Behörden in den Palästinensischen Gebieten, sowie gegen arabische Israelis. In zahlreichen Lebensbereichen werden jüdische Bewohner der palästinensischen Gebiete besser behandelt als ihre palästinensischen Mitbürger. Das betrifft u. a. die Bereiche Wohnen/Landeigentum/Siedlungsbau, Bewegungs- und Besuchsfreiheiten, Soziale Benachteiligung, Polizei/Justizwesen und Sprache. Amnesty International sowie die UN-Hochkommissarin für Menschenrechte warfen 2021 und 2022 in diesem Zusammenhang der Israelischen Regierung eine "Kollektivbestrafung der Palästinenser" vor.

#### Wohnen, Landeigentum, Siedlungsbau
Die UN wiederholte auch 2022 ihre Kritik an der israelischen Siedlungspolitik. Die unilaterale Entscheidungsbefugnis über Siedlungsbau und Wohnrechte seitens der israelischen Behörden sei eine Form rassistischer Diskriminierung.
Zum Siedlungsbau in den palästinensischen Autonomiegebieten siehe

#### Bewegungs- und Besuchsfreiheiten
Palästinenser werden in ihren Rechten, sich frei innerhalb des Landes zu bewegen, eingeschränkt.

#### Soziale Benachteiligung
Palästinenser und arabische Israelis werden strukturell durch eine schlechtere Teilhabe an wesentlichen Dienstleistungen (Soziale Dienste, Bildung, Infrastruktur) benachteiligt. Die Qualität der Schulen ist häufig niedriger. Soziodemografische Indikatoren zeigen eine schlechtere soziale Position in der Gesellschaft: Laut einer Studie des Jerusalem Institute for Policy leben um die 80 % der arabischen Bevölkerung Ost-Jerusalems unterhalb der Armutsschwelle. Die Indikatoren für Lebenserwartung, Kindersterblichkeit, generelle Sterblichkeit, Diabetes, Übergewichtigkeit und weiterer Gesundheitsfaktoren sind schlechter als im Bevölkerungsdurchschnitt. Die Diskriminierung betrifft insbesondere die Beduinen in Israel. Deren Siedlungen mit rund 100.000 Bewohnern in der Negev-Region wurden bisher von den israelischen Behörden nicht als legal anerkannt und haben folglich unter anderem keinen Anschluss an die Strom- und Wasserversorgung erhalten.
Die arabischen bzw. palästinensischen Wohngegenden weisen zudem – vor allem aufgrund der schlechteren soziodemografischen Situation (Armut, Jugendarbeitslosigkeit) – eine höhere Kriminalitätsrate auf. Bandenkriminalität und illegaler Waffenbesitz werden von israerlischen Behörden weniger intensiv aufgeklärt, was ebenfalls als eine Form struktureller Diskriminierung gewertet wird.
Laut einem Bericht des Integrated Regional Informations Network von 2012 führt die Diskriminierung von israelischen Arabern, etwa auf dem Wohnungs- und Arbeitsmarkt und im Bildungswesen dazu, dass diese sich zu einem Umzug in die palästinensischen Gebiete gezwungen sehen.
2012 ermittelte die Menschenrechtsorganisation Adalah, dass 30 Gesetze in Israel direkt oder indirekt die Palästinenser benachteiligten.

#### Polizei und Justizwesen
Im Menschenrechtsbericht des US Bureau of Human Rights Democracy and Labor sowie im Bericht der UN-Hochkommissarin für Menschenrechte ist von mehreren ungesetzmäßigen Tötungen ("unlawful killings") von Palästinensern durch israelische Sicherheitskräfte die Rede. Die Ermittlung seitens israelischer Behörden zur Aufklärung dieser Fälle wird als unzureichend kritisiert, und generell das Verhalten der Sicherheitsbehörden gegenüber Palästinensern als unverhältnismäßig bewertet. Zudem wird auch eine Schlechterbehandlung von palästinensischen Gefangenen bis hin zu Verstößen gegen die Menschenrechte moniert.

#### Sprache
Im Jahr 2018 wurde durch ein neues Gesetz der Status der Arabischen Sprache von einer offiziellen Sprache zu einer "Sprache mit Sonderstatus" degradiert. Salma Arraf-Baker zufolge war der offizielle Status des Arabischen bis dato ohnehin nur eine Augenwischerei. So wurde schon zuvor die Errichtung einer arabischen Universität in Israel verhindert und die arabische Sprache etwa in Bildungsinstitutionen und Medien marginalisiert.

### Diskriminierung von Mizrachim
Durch die Dominanz der aschkenasischen Juden in der israelischen Kultur und Politik wurden und werden bis heute andere Juden, insbesondere nicht-Weiße bzw. Mizrachim auch strukturell ignoriert und diskriminiert. So wurden Mizrahim im Laufe der israelischen Geschichte zwangsumgesiedelt und in Camps mit schlechteren Bedingungen untergebracht. Auch soll es zu Fällen von Zwangsadoption gekommen sein. Generell wurde Mizrachim aufgrund niedrigerer Bildungsniveaus und geringerer Ressourcen ein niedrigerer sozialer Status zugewiesen, der bis heute anhält.

### Diskriminierung von Äthiopischen Juden
Die äthiopischen Juden (Beta Israel oder Falasha) wurden 1973 offiziell anerkannt und erhielten damit eine Einbürgerungserlaubnis in Israel. In mehreren Siedlungsprogrammen zwischen 1977 und 1991 wurden mehr als 50.000 äthiopische Juden nach Israel eingeladen. Diese wurden in Israel einem Assimilationsprogramm unterworfen und ihnen wurde nahegelegt, die in Israel übliche Kleidung, Nahrung und andere Kulturtechniken zu verwenden. Die äthiopischen Juden wurden von der ansässigen jüdischen Bevölkerung als primitiv und submissiv wahrgenommen. Kaplan berichtet, dass sie in Israel Rassismuserfahrungen sammeln mussten und zudem als „Schwarze“ als fremd bzw. kulturell unvereinbar wahrgenommen wurden und somit eine Form des Otherings erfuhren, obwohl sie bis dato in ihrem Selbstkonzept sich nur teilweise als „Schwarze“ empfunden hatten.
Soziodemografische Indikatoren zeigen nach wie vor eine Schlechterstellung äthiopischer Juden und ihrer Nachkommen in Israel. Mehr als die Hälfte der äthiopischen Juden leben unterhalb der Armutsgrenze (Stand 2020). Zudem wird von Fällen von Polizeiwillkür gegen äthiopische Juden berichtet.
2012 und 2019 kam es zu Protesten äthiopischer Juden gegen Polizeigewalt und generell gegen strukturelle Benachteiligungen. Diese wurden als Ausdruck eines gestiegenen Empowerments der Nachkommen äthiopischer Einwanderer bewertet.

### Diskriminierung von Asylsuchenden
Generell wird das Einwanderungsrecht, welches Juden, insbesondere gläubige, bevorzugt, als diskriminatorisch beschrieben. Besonders gehen die Zuwanderungsbeschränkungen zu Lasten von Asylbewerbern. Amnesty International kritisierte 2021, dass nur 1 % der Asylbegehren in Israel (mehrheitlich von Eritreern und Sudanesen) positiv beschieden wurde. Im Jahr 2020 wurde von Verzögerungen von Asylverfahren von Personen aus Eritrea berichtet sowie von der Verweigerung von Asylverfahren für verfolgte Palästinenser (z. B. Homosexuelle). Auch Reporter ohne Grenzen kritisierte die israelische Asylpolitik sowie monierte individuelle Übergriffe gegen Asylsuchende, insbesondere aus Eritrea. Unter anderem wurde die Festsetzung von Asylsuchenden, die Verweigerung von Arbeitserlaubnissen und der schlechte Zugang zu Gesundheitsdienstleistungen, sozialen und juristischen Hilfsangeboten sowie die Beschränkung des Kapitaltransfers kritisiert. 2013 wurde auch von Pushbacks durch israelische Sicherheitskräfte an der ägyptischen Grenze berichtet.

### Diskriminierung von Personen aus der ehemaligen Sowjetunion/Russischsprachigen Juden
Interessensvertreter von eingewanderten Personen aus der ehemaligen Sowjetunion bzw. russischsprachigen Juden berichten von Schwierigkeiten im Bildungssystem, bei der Arbeitsplatzsuche, auf dem Wohnungsmarkt und bei der Armee, die auch auf strukturelle Diskriminierung bzw. für die Bedürfnisse dieser Zielgruppe nicht berücksichtigende Systeme zurückgeführt werden. Da die Einwanderer aus der (ehem.) Sowjetunion statistisch zu den ärmeren jüdischen Bevölkerungsgruppen gehören, liegt hier auch eine Form des Klassismus bzw. Mehrfachdiskriminierung vor.

## Antidiskriminierungsgesetze und staatliche Maßnahmen
Die israelischen Regierungen und Nichtregierungsorganisationen in Israel haben laut dem Jewish Joint Distribution Committee (JDC) diverse Maßnahmen zum Kampf gegen Diskriminierung und Rassismus ergriffen.
In Israel gelten weitreichende Antidiskriminierungsgesetze, die die Diskriminierung durch staatliche und nichtstaatliche Stellen aufgrund von Rasse, Religion und politischen Überzeugungen sowie die Aufstachelung zum Rassismus verbieten. Die israelische Regierung und viele Gruppen in Israel setzen sich für die Bekämpfung des Rassismus ein. Israel ist Vertragspartei des Internationalen Übereinkommens zur Beseitigung jeder Form von Rassendiskriminierung und hat das Übereinkommen gegen Diskriminierung im Unterrichtswesen unterzeichnet.
Unter anderem verteilt die Regierung Stipendien für arabische Studierende. In der Folge stieg der Anteil arabischer Bachelor-Studierender von 2009 bis 2020 von 13 % auf 19 %.
Im Oktober 2014 erklärte der israelische Präsident Reuven Rivlin angesichts von Spannungen zwischen Juden und Arabern, dass die Zeit für Israel endlich gekommen sei, sein Versprechen als Nation von Gleichen zu erfüllen, und dass es an der Zeit sei, die Epidemie des Rassismus zu heilen: "Die israelische Gesellschaft ist krank, und es ist unsere Verantwortung, diese Krankheit zu behandeln", so Rivlin.